# Zotique de Constantinople
Pour les articles homonymes, voir Zotique.
Zotique est un prêtre chrétien mort martyr en 350. Originaire de Rome, il était un ami de l’empereur Constantin lorsque celui-ci installa la capitale de l’Empire romain à Byzance devenant Constantinople au IVe siècle. Zotique y pratiqua la charité et fonda des établissements de santé. Il fait partie des saints reconnus par l'Église catholique, et il est fêté le 31 décembre.

## Vie
Zotique, né et élevé à Rome, était un prêtre. En 330, il suit l'empereur Constantin à Byzance pour aider à créer la nouvelle Constantinople. C'est là qu'il a été particulièrement actif pendant une vingtaine d'années pour créer des  œuvres de charité susceptibles d'apporter un soulagement matériel à la grande masse de personnes démunies dans la nouvelle capitale de l'Empire romain d'Orient qui s'établissait. Avec l'aide de Constantin, il a construit un hospice pour les pauvres, qui fonctionnait selon l'ancien concept de structure charitable, où l'on s'occupait à la fois de la pauvreté et de l'infirmité (paupertas et infirmitas), selon la parabole du Bon Samaritain. Les pèlerins en route pour la Terre sainte et les pauvres étaient accueillis, nourris et soignés s'ils étaient malades.
En créant une structure réelle et stable pour l'hospitalité, Zotique a suivi les directives exprimées lors du premier concile de Nicée en 325, au cours duquel l'Église catholique naissante avait officiellement établi que l'une de ses tâches les plus importantes était de subvenir aux besoins des pauvres, des veuves et des étrangers. Cette tâche était déjà en partie assumée par les diacres (diakonos), ceux qui s'occupaient particulièrement des Xenodochium depuis l'époque de l'Église primitive. Il fut également recommandé de construire un hôpital dans chaque ville ayant un diocèse. Zotique est également à l'origine d'un orphelinat à Constantinople.
Après la mort de Constantin, quand il y eut une vague d'arianisme, Zotique resta toujours fidèle au pape et à l'orthodoxie chrétienne sanctionnée par les décrets du concile de Nicée.
La municipalité canadienne de Saint-Zotique a été nommée en son honneur.

## Source
- (it) Cet article est partiellement ou en totalité issu de l’article de Wikipédia en italien intitulé « Zotico di Costantinopoli » (voir la liste des auteurs).